# Resolució 817 del Consell de Seguretat de les Nacions Unides
La Resolució 817 del Consell de Seguretat de les Nacions Unides, aprovada el 7 d'abril de 1993 després d'examinar l'aplicació de República de Macedònia per a ser membre de les Nacions Unides, el Consell va recomanar a l'Assemblea general que República de Macedònia fos admesa designada provisionalment a tots els efectes dins de les Nacions Unides com "l'ex República Iugoslava de Macedònia" fins que no es resolgui la diferència que ha sorgit respecte al nom de l'Estat.
No obstant això, el Consell també va prendre nota de les diferències que havien sorgit respecte al nom de l'Estat i va donar la benvinguda als copresidents del Comitè Directiu de la Comissió d'Arbitratge de la Conferència de Pau sobre l'antiga Iugoslàvia pels seus esforços per resoldre el conflicte. Per aquesta raó, el Consell va decidir que l'estat ha de ser admès sota el nom provisional d'"ex República Iugoslava de Macedònia" fins que es resolgui la disputa.